# الجزيرة أردو
قناة الجزيرة أردو هي قناة فضائية من قنوات الجزيرة الفضائية من المخطط إطلاقها في باكستان بلغة الأردو.
من المقرر أن ينطلق بث قناة الجزيرة أردو كقناة مشتركة بين الجزيرة وقناة ARY Digital Network. القناة ستكون موجهة لسكان جنوب غرب آسيا وبالتحديد الهند وباكستان والمناطق المجاورة.